# Kitasaku-gun
Kitasaku-gun (jap.: 北佐久郡, dt. „Nord-Saku-gun“) ist ein Landkreis (gun) in der Präfektur Nagano auf der japanischen Hauptinsel Honshū. Er hat eine Fläche von 281,65 km², 40.121 Einwohner und eine Bevölkerungsdichte von 142 Einwohnern pro km² (Stand: 1. März 2010). Ihm gehören die drei Städte (machi) Karuizawa, Miyota und Tateshina an.

## Geschichte
Kitasaku-gun entstand am 14. Januar 1879 durch eine Teilung des alten Saku-gun in Kitasaku-gun und Minamisaku-gun („Süd-Saku-gun“). Sitz der damaligen Kreisverwaltung war Iwamurata. Am 1. April 1889 gehörten zwei Städte und 26 Dörfer (mura) zu Kitasaku-gun. Am 1. August 1923 wurde das Dorf Higashinagakura zur Stadt ernannt und in Karuizawa umbenannt. Am 8. Mai 1942 wurde Nishinagakura mit Karuizawa zusammengelegt. Damit gehörten im Jahre 1950, vor der großen Gebietsreform der 50er Jahre, drei Städte und 24 Dörfer zu Kitasaku-gun. Die große Gebietsreform der 50er Jahre sorgte schließlich für große Veränderungen in der Kommunalstruktur des Landkreises. So wurden z. B. die Stadt Komoro kreisfrei (shi) und die noch heute zu Kitasaku-gun gehörenden Kommunen Miyota und Tateshina zu Städten ernannt. Am 1. April 1961 wurde durch die Zusammenlegung von jeweils zwei Kommunen aus Kitasaku-gun und Minamisaku-gun die kreisfreie Stadt Saku gegründet. Vom 1. April 1961 bis zum 1. April 2004 gehörten vier Städte und zwei Dörfer zu Kitasaku-gun. Durch zwei weitere Zusammenlegungen am 1. April 2004 und am 1. April 2005 sank die Zahl der zu Kitasaku-gun gehörenden Kommunen auf die heutige.